# Химна Фифе
Хумна Фифе је музичка мелодија која се пушта на почетку фудбалских утакмица и турнира структурираних по ФИФА стандардима, као што су међународне пријатељске утакмице, ФИФА Светско првенство или било која друга фудбалска такмичења, обично када играчи улазе на терен.

## Историјат
Први пут је пуштена на Светском првенству 1994. године. Компоновао ју је Франц Ламберт. Године 2004. песма је преуређена и поново снимљена са побољшаном акустиком и управо је то верзија коју ФИФА тренутно користи пре почетка фудбалских утакмица. Године 2018. ФИФА је наручила од Ханса Цимера и Лорна Балфа да направе тематску музику која ће се користити на Светском првенству у Русији 2018. године. Песма је објављена под називом „Живи фудбал”, који се подудара са новим слоганом ФИФА-е.
Тема „Живи фудбал” поново је коришћена на Светском купу ФИФА 2018. године, који је одржан у Уједињеним Арапским Емиратима, као и на Светском првенству у Пољској 2019.